# Tenpyō-jingo
La Era Tenpyō-jingo (天平神護?) fue una era japonesa (年号 nengō?) posterior a la era Tenpyō-hōji y anterior a la era Jingo-keiun. Abarcó del año 765 al 767. La emperatriz gobernante fue Shōtoku-tennō (称徳天皇?), quien había reinado anteriormente como Kōken-tennō (孝謙天皇?).

## Cambio de era
- Tenpyō-jingo gannen (天平神護元年?); 765: La nueva era comenzó en Tenpyō-hōji 9, el séptimo día del primer mes de 765.[2]

## Eventos de la eraTenpyō-jingo
- Tenpyō-jingo 1, segundo mes (765): La emperatriz ascendió al monje budista Dōkyō al puesto de Daijō-daijin.[3]
- Tenpyō-jingo 1 (765): El udaijin Fujiwara Toyonari muere a la edad de 62 años.[4]
- Tenpyō-jingo 2, primer mes (766): Fujiwara-no Matate es nombrado udaijin y Kibi Makibi es nombrado dainaigon.[3]